# Margareteninsel (Budapest)

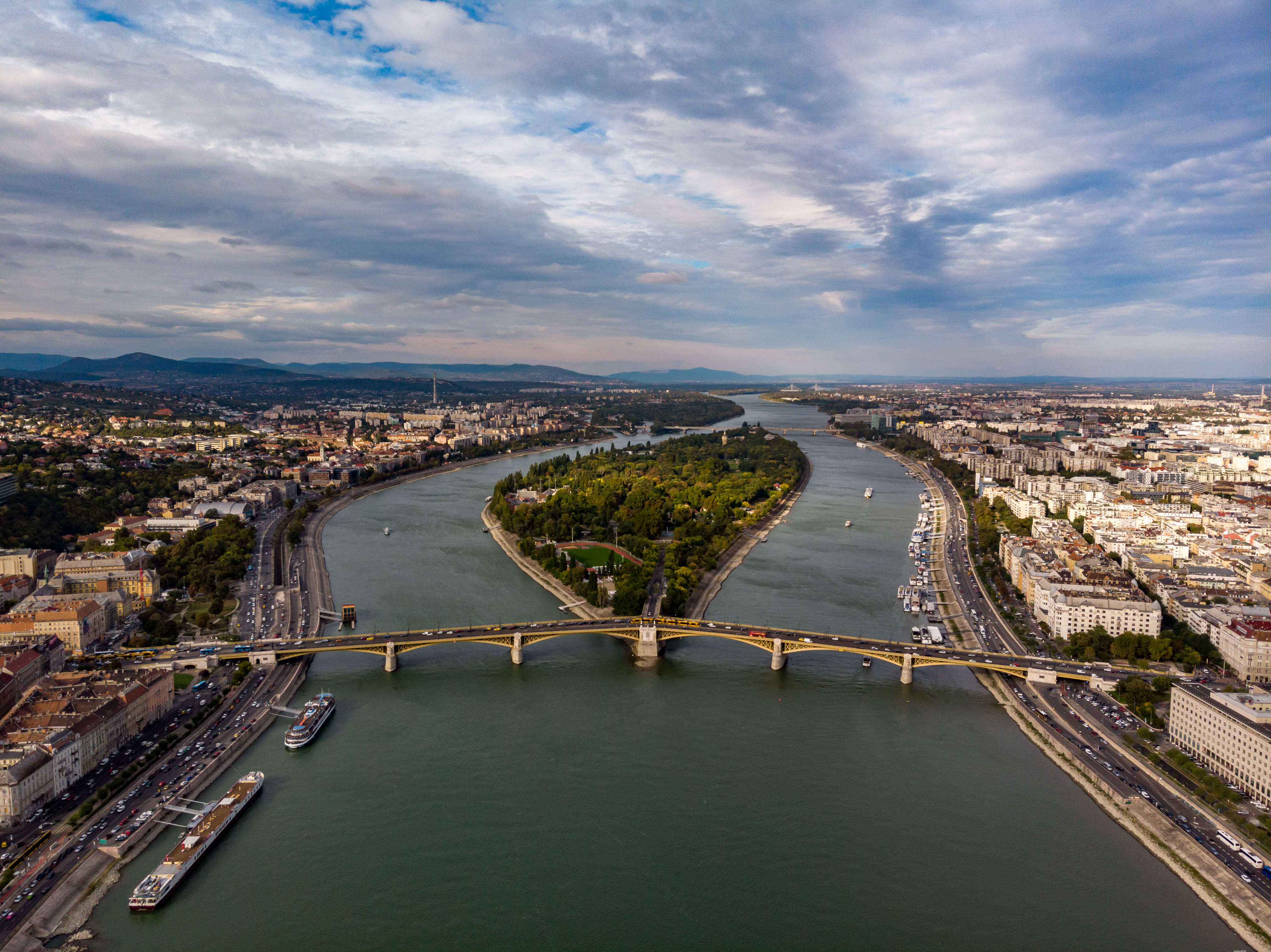
Margareteninsel und Margaretenbrücke, Blick vom Süden stromaufwärts (2019)

Die Margareteninsel (ungarisch Margit-sziget) ist die bekannteste Donauinsel in der ungarischen Hauptstadt Budapest. Sie befindet sich im Stadtzentrum, zwischen den beiden Stadthälften Buda und Pest, und ist durch die Margaretenbrücke im Süden und durch die Árpádbrücke im Norden mit jeweils beiden verbunden. Die Insel hat eine Länge von etwa 2,5 km, eine Fläche von 0,965 km² und ist durch ihre ausgedehnten Parkanlagen sowohl bei Touristen als auch bei der Budapester Bevölkerung als Erholungsort bekannt und beliebt. Die Insel ist zu Fuß, per Straßenbahn (über die Margaretenbrücke) und Fahrrad erreichbar und frei von privatem Autoverkehr. Kraftfahrzeuge sind auf der autofreien Insel im Allgemeinen verboten, Personentransport erfolgt mit Taxis, Bussen und den so genannten bringóhintó, Rikscha-ähnlichen Fahrrädern. Radfahren ist erlaubt.

## Geschichte

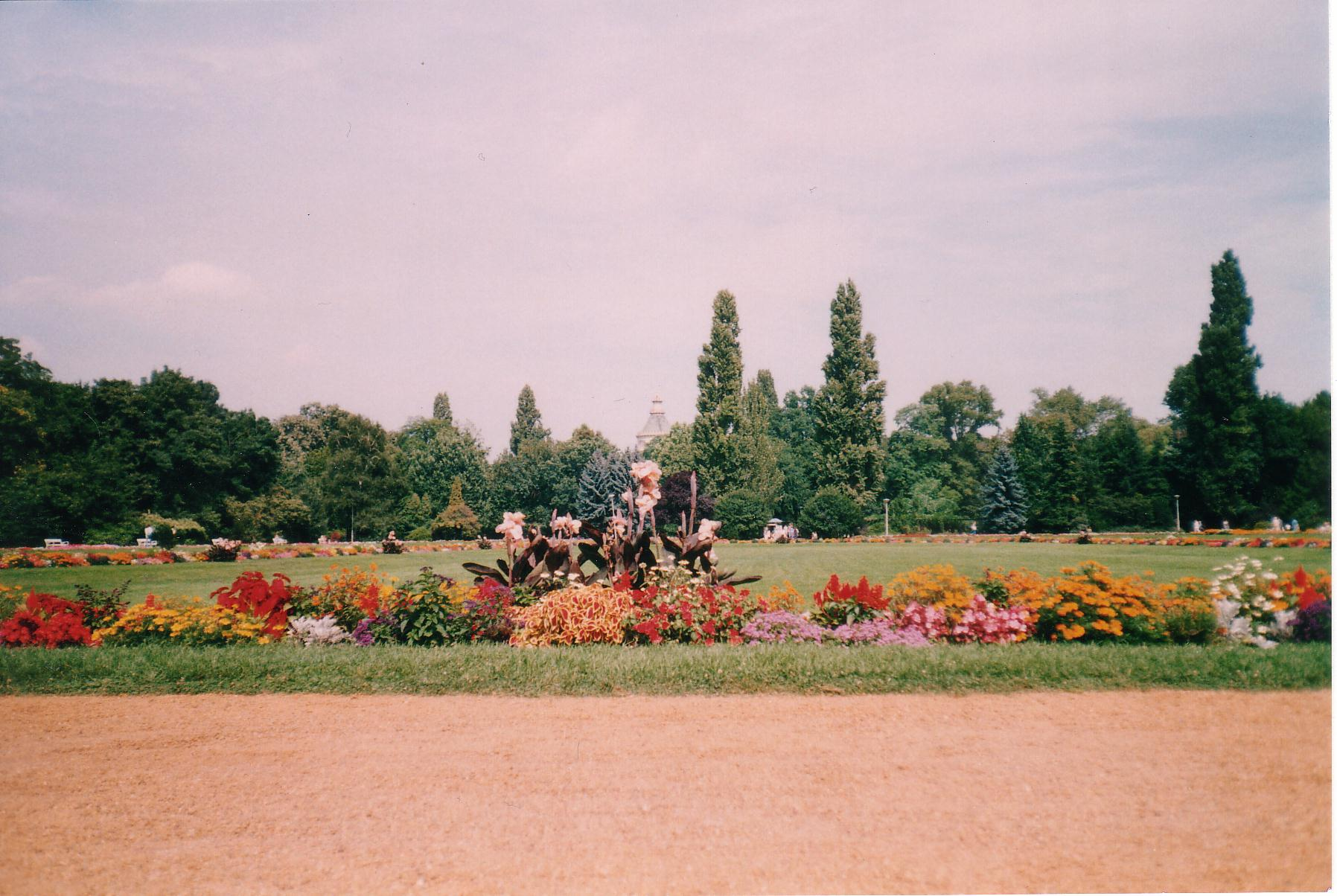
Park auf der Margareteninsel

Mit dem ursprünglichen Namen „Haseninsel“ (ungarisch: Nyulak szigete) begann die Geschichte der Stadtinsel. Im Falle eines Sieges über die Tataren versprach König Béla IV. von Ungarn, seine Tochter Margarete als Nonne in das dortige Dominikanerinnenkloster zu schicken, dem der Großteil der Insel gehörte. Nach dem Sieg der Ungarn löste er sein Versprechen ein. Im Kloster starb seine Tochter schon im Alter von 28 Jahren und wurde im Jahr 1276 seliggesprochen. Durch zahlreiche Legenden um die Königstochter Margarete erlangte die Insel schließlich ihren Namen.
Ende des 18. Jahrhunderts fiel die Insel den österreichischen Palatinen zu, welche diesen Ort zu einem Erholungs- und Kurort umbauen ließen. Die Erschließung von Thermalquellen in der zweiten Hälfte des 19. Jahrhunderts betonte den Erholungszweck noch stärker. Mit der Fertigstellung der mit einem Knick angelegten Margaretenbrücke im Jahr 1900 erfolgte eine Verbindung der Kleinen Insel (Malerinsel) im Südwesten mit der Hauptinsel. Im Ergebnis entstand die heutige Ausdehnung. Die Stadt erwarb das Gebiet 1908, verlangte jedoch bis 1945 Eintrittsgelder für das Betreten, um die Exklusivität zu wahren. Seither kann man die Insel kostenfrei besuchen. Besonders in den 1980er Jahren nutzten junge Leute aus der DDR, die per Anhalter durch den Ostblock reisten, die Grünanlagen der Insel zum illegalen Übernachten. Das hatte in erster Linie finanzielle Gründe, denn die Zeltplätze waren für DDR-Bürger mit dem beschränkten Umtauschbudget kaum bezahlbar. Außerdem war hier die DDR-Tramperszene unter sich. Gegen Ende der 1980er Jahre tolerierte die Budapester Polizei diese Erscheinung immer weniger und verwies die jungen Leute fast jede Nacht der Insel. Als Alternative war in einem Industriegebiet am östlichen Stadtrand eine Fläche zum kostenlosen Zelten bereitgestellt worden.

## Sehenswürdigkeiten

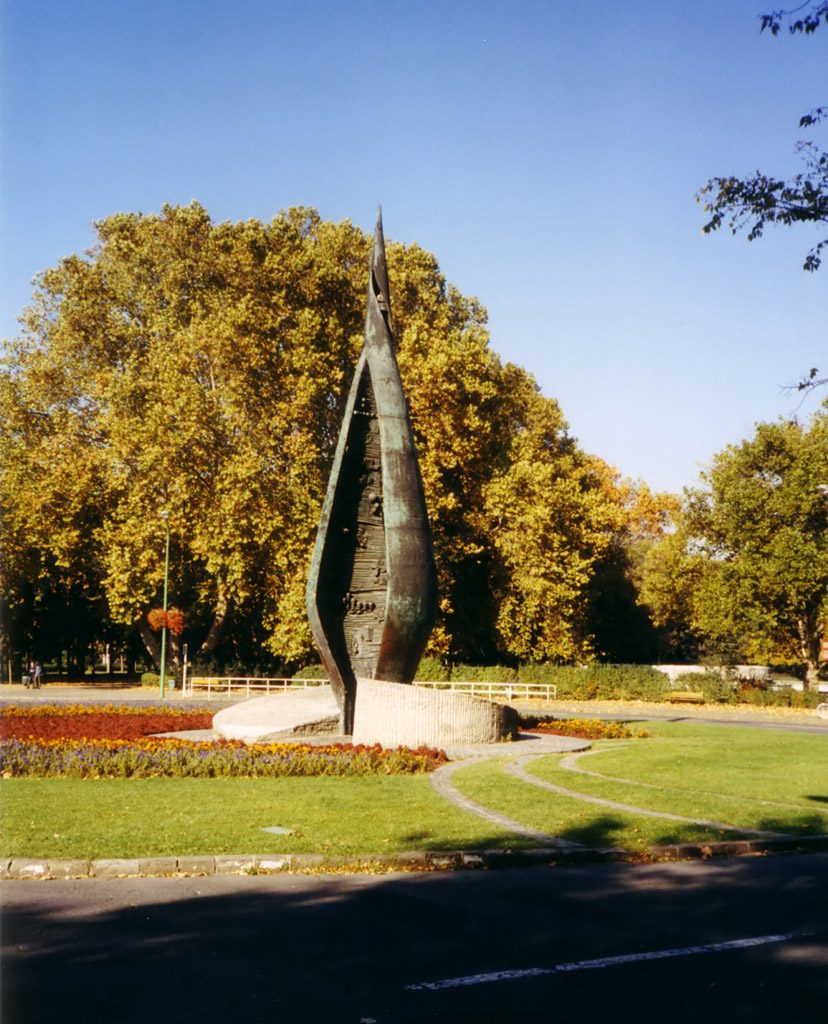
Zentenariumsdenkmal

Der markanteste Punkt im Süden der Margareteninsel ist das Zentenariumsdenkmal (ungarisch: Centenáriumi emlékmű) von István Kiss, welches an die Vereinigung der drei Städte Buda, Pest und Óbuda zur neuen Stadt Budapest im Jahre 1873 erinnert. In der Mitte der Insel befinden sich weite Parkflächen, die im englischen Stil angelegt worden sind. An der Ostseite stehen die Überreste eines Franziskanerklosters aus dem 13. Jahrhundert. Nördlich der Klosterruinen ist ein zentraler Rosengarten mit über 2500 verschiedenen Rosenarten angelegt. In dessen Nähe lädt ein kleiner Tierpark zum Besuch.
Weiter nördlich liegen die inzwischen restaurierten „Ruinen“ des Dominikanerinnenklosters, in dem die Königstochter Margarete gelebt haben soll. Bei Ausgrabungen im 19. Jahrhundert wurde hier das Grab des ungarischen Königs Stephan V. mit einer kostbaren Krone gefunden. Ebenfalls an dieser Stelle beginnt die Promenade mit zahlreichen Büsten bedeutender Schriftsteller, Künstler und Architekten.

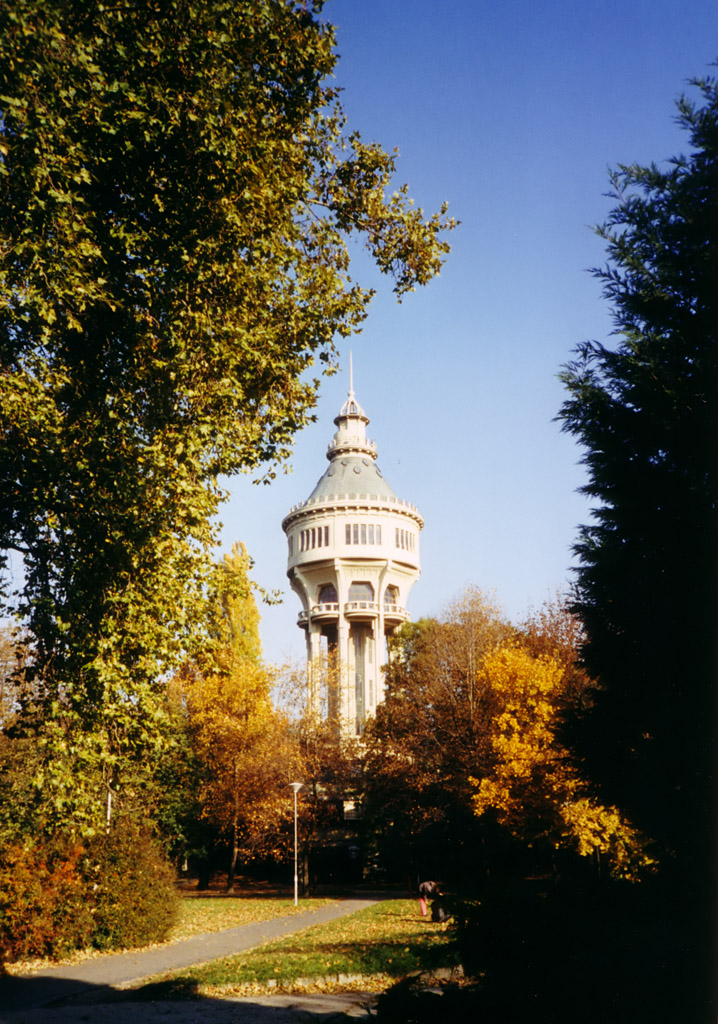
Wasserturm

An der Westseite der Insel erhebt sich der 57 Meter hohe als Weltkulturerbe geschützte Wasserturm. Seit dem Bau im Jahr 1911 ist er das Wahrzeichen der Insel und unterhalb einer Freilichtbühne zu finden.
In der Nähe des Dominikanerinnenklosters steht die St. Michaeliskapelle, Teil des Prämonstratenserklosters aus dem 12. Jahrhundert. In ihr befindet sich die wahrscheinlich älteste Kirchenglocke Ungarns aus dem 15. Jahrhundert. Die Rekonstruktion der Kapelle im romanischen Stil fand 1931 statt. Heute noch dient sie für Gottesdienste.
Im Norden der Insel befindet sich das Grand Hotel, das nach Plänen des Architekten Miklós Ybl 1873 errichtet wurde und zu den besten Kurhotels gehörte. Daneben liegt das Danubius Thermal Hotel Margitsziget, das auf den Grundmauern des früheren Margaretenbades erbaut wurde.
Kurz vor der Árpádbrücke befindet sich der Japanische Garten von 1936 und der Spielbrunnen mit Neptun, der  ein Treffpunkt für Musiker ist. Am Westufer der Margareteninsel liegt das Palatinus-Strandbad, ein Thermalfreibad mit Wellenbad, Wasserrutschen und Freizeitanlagen.

## Galerie

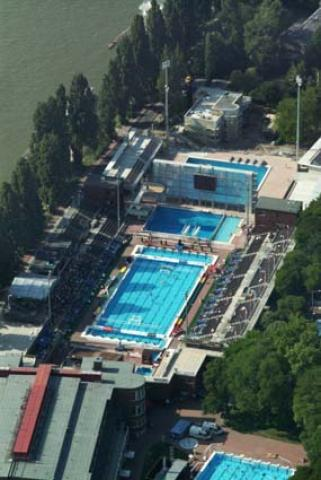
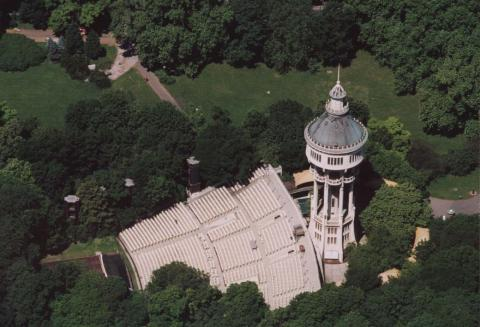
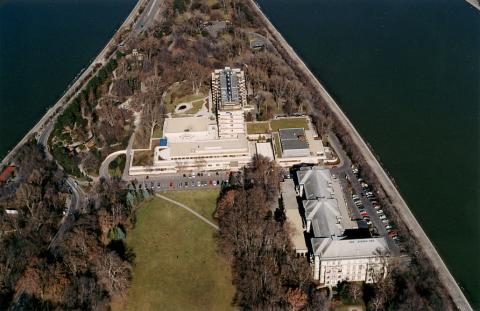
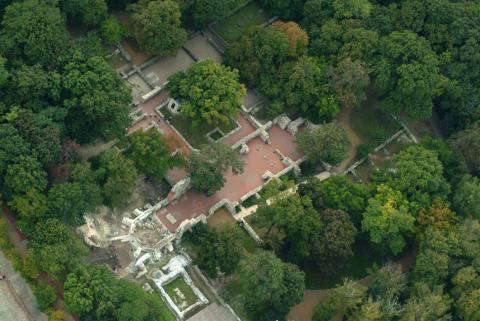
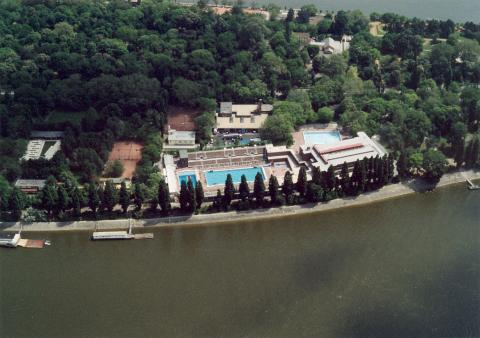